# メラネシア
| メラネシア | ミクロネシア | ポリネシア |

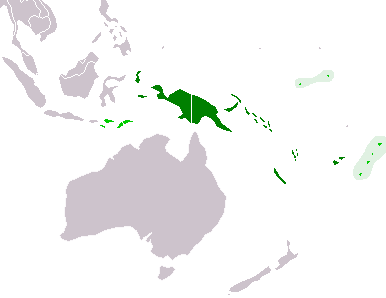
メラネシア。伝統的なコア・メラネシアと呼ばれる部分は濃い緑色で、広域のメラネシアは黄緑で示されている。なお、小さな島が見やすいように薄い緑色の影をつけてある。

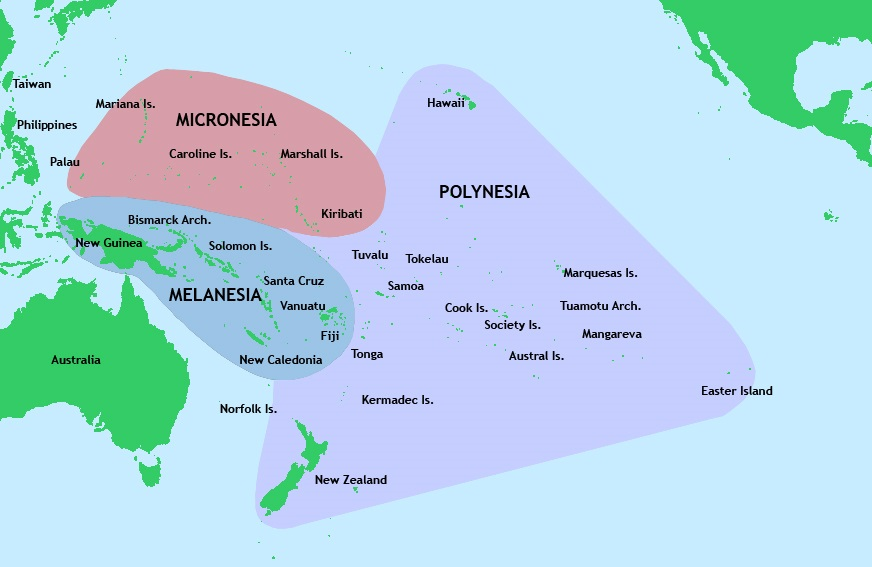
メラネシア
ミクロネシア
ポリネシア

メラネシア（英語:Melanesia、フランス語:Mélanésie）は、オセアニアの海洋部の分類の一つ。
概ね赤道以南、東経180度以西にある島々の総称。オーストラリア大陸より北－北東に位置する。ギリシャ語で μέλας メラス「黒い」+ νῆσος ネソス「島」から「黒い（皮膚の黒い人々が住む）島々」の意味である。

## 概要
メラネシアという用語は1832年、フランスの海軍提督ジュール・デュモン・デュルヴィル（Jules Dumont d'Urville）が、ポリネシアやミクロネシアとは違うこの地域の民族的・地理的分類のために使い始めた。今日では文化的・言語的・遺伝的多様性を正しく反映していないことからデュルヴィルの民族区分は不正確とされている。しかし、パプアニューギニア、フィジー、ソロモン諸島、バヌアツ、フランス領ニューカレドニアなどの国民は「メラネシア」という言葉を、植民地の歴史を共有し、共通した地域問題を抱える彼ら自身を表現するものとして使っている。
2017年の人口は推計で約1400万人である。
また、メラネシアに含まれる国と地域、人口は以下の通りである。
主権国家
- パプアニューギニア - 2011年時点で727万5324人[1]
- フィジー - 2007年時点で83万7271人[2]
- ソロモン諸島 - 2009年時点で51万5870人[3]
- バヌアツ - 2013年時点で26万4652人[4]

 フランス領
- ニューカレドニア - 2014年時点で26万8767人[5]

 インドネシア領
- パプア州（東南アジアにも分類される）- 2015年時点で314万3088人
- 西パプア州（東南アジアにも分類される）- 2015年時点で86万8819人[6]

## 歴史
メラネシアの民族集団は大きくオーストロネシア語族とパプア諸語の話者に分かれている。メラネシアの先住民はおそらく今日のパプア系の祖先に当たる人たちであったと考えられる。彼らは数万年前にニューギニア島を占め、放射性炭素年代測定によれば少なくとも3万5千年前にはメラネシアの島々、おそらく一番東はソロモン諸島やその東の小さな島々にまで到達した。そのことは、同時代の遺跡からニューギニア原産の有袋類（クスクス）や黒曜石などが多数発見されていることから推定できる。
約4000年前、ニューギニア北部やニューギニア東方の島々において、オーストロネシア語族の人々が先住のパプア系の人々と接触したと思われる。こうした接触は長期間にわたったため、言語や文化、遺伝形質などが複雑に交じり合う変化が生じた。また、メラネシアで生じたこれらの混血の集団の中から、少人数の集団がさらに東に海を渡り、ポリネシアを形成したと思われる。また、メラネシアの中には、ポリネシア文化を保持する地域が飛び地のように点々としており、域外ポリネシア（Polynesian Outlier）と呼ばれている。

## 地理
赤道付近から南回帰線の海域ぐらいまで、島々が集中している。
自然
島々は、火山島（今も噴火し続けている島もある）とサンゴ島などから構成されている。大きな島は火山活動によってできた島である。この地域には、ゴンドワナ大陸時代の古大陸性地殻によってできた「陸島」とよばれる大きい島が多く、歴史も古く比較的資源に富んでいる。また、地形も多様である。山地では標高2000メートル以上の山が多い。例としては、ニューギニア島の最高峰プンチャック・ジャヤは標高約4900メートルである。
陸島の沿岸部ではサンゴ礁やマングローブが繁殖し、低地では熱帯雨林やヤシ林で茂っている。ニューギニア島の少し高いところでは、ナラ、シイ、ブナなどの寒冷に強い種が繁茂している。しかし、原生林の多くはヨーロッパ人による植民政策進行以来伐採されてしまい、現在の森林は二次林である。
動物相は豊かだが、哺乳類の種類は少なく、鳥類や有袋類の種類は多い。この傾向は、メラネシア・ポリネシア全域同様である。主な理由としては、長い期間海によって大陸から隔てられてきたことが考えられる。
気候
熱帯圏に属している。年平均気温は高く、1年を通じて暖かい。
降水量は島の種類（火山島・サンゴ礁）や位置によって変化が激しく、年間通じても同様である。

## メラネシア人
メラネシアという名前の由来の通り、肌の色はアフリカの「黒人」と同様かなり濃い色をしている。そのためかつてはアフリカとは遠く離れているものの、ネグロイド（黒人）に分類されることが多かった。
しかしながら髪の毛は「黒人」同様巻き毛ながら強く逆立ち、特徴的でまた異なった人種的特徴を持っている。現在ではオーストラロイドに分類される。遺伝学的にも黒人とは異なる集団である。

## 文化
メラネシアでは根菜農耕でヤム芋やタロイモなどの芋類を栽培し、主食としている。

### 言語
英語、フランス語、ピジンなどが公用語となっているほか、以下のような多様な言語が使用されている。
- オーストロネシア語族 大洋州諸語
  - 西大洋州諸語 (Western Oceanic) - モトゥ語（英語版）など。ニューギニア島北岸からニューブリテン島西部
  - 中部メラネシア諸語（英語版） (Meso-Melanesian) - クアヌア語など。ビスマルク諸島、ソロモン諸島
  - 南東ソロモン諸語（英語版） - ソロモン諸島
  - アドミラルティ諸島諸語 (Admiralty Islands) - パプアニューギニア アドミラルティ諸島
  - テモツ諸語（英語版） - ソロモン諸島テモツ州
  - 南大洋州諸語（英語版） (Southern Oceanic) - フランス領ニューカレドニア、バヌアツ
  - フィジー語
  - ポリネシア諸語 - 飛び地のようなポリネシア文化は、域外ポリネシアと呼ばれる
- パプア諸語 - 数十の語族、約800の言語がある

### カヴァの儀式
部族間の和解で不戦の誓いとしてカヴァの儀式が行われてきた歴史があり、歓迎の儀式となりメラネシアなどの太平洋島嶼地域に残されている。